# Koen Lenaerts

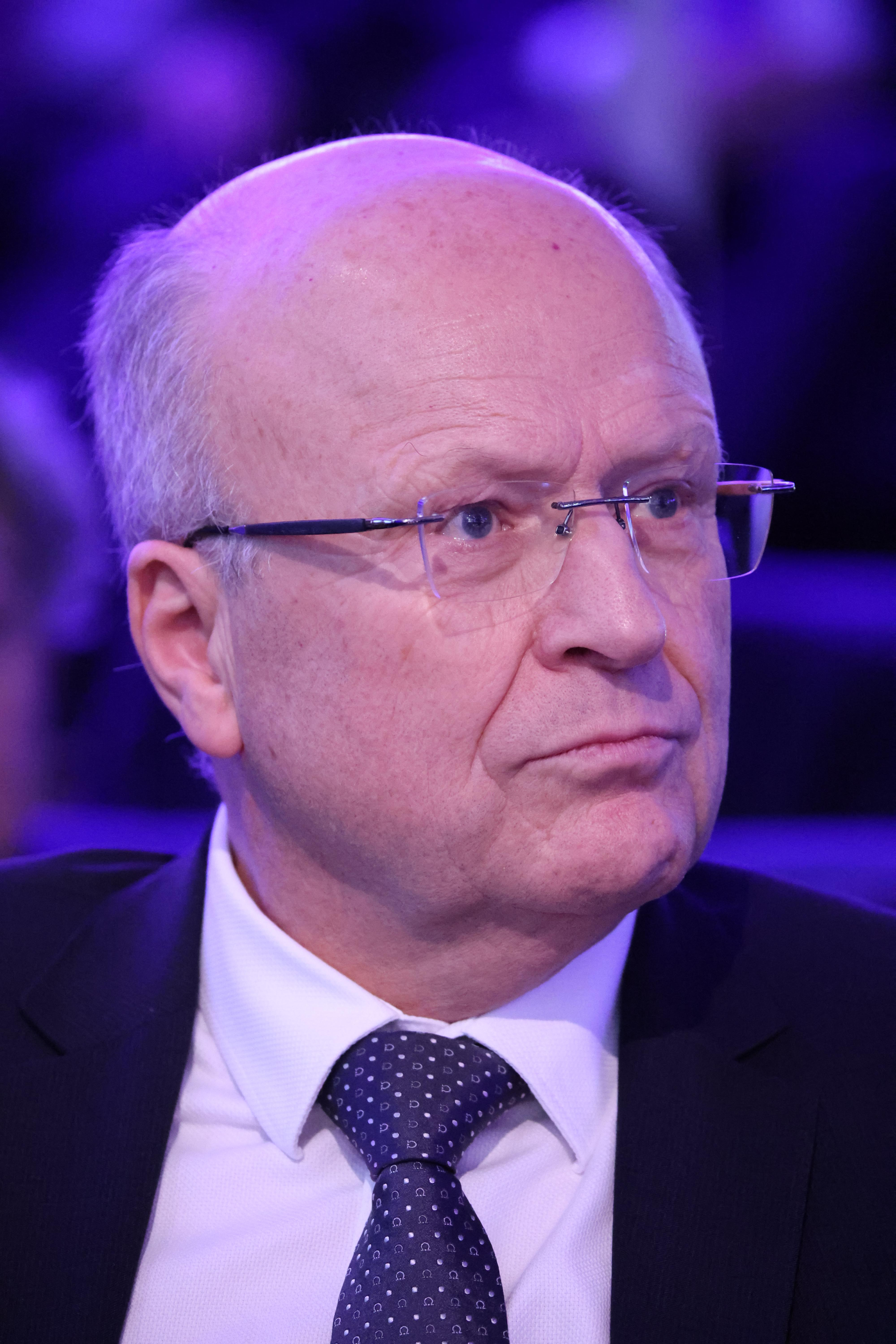
Koen Lenaerts 2024

Koen Lenaerts, eigentlich Koenraad, (* 20. Dezember 1954 in Mortsel, Region Flandern) ist ein belgischer Rechtswissenschaftler und Hochschullehrer. Er ist Professor für Europarecht an der Katholieke Universiteit Leuven und Präsident des Europäischen Gerichtshofs.

## Leben
Koenraad Lenaerts studierte Rechtswissenschaften an den Universitäten Namur und Leuven, wobei er mit Auszeichnung graduierte. 1978 absolvierte er einen Master of Laws (LL.M.) an der Harvard University und schloss dort ein Jahr später mit einem Master of Public Administration (MPA) ab. Anschließend begann er an der Katholieke Universiteit Leuven als wissenschaftlicher Assistent zu arbeiten und promovierte dort 1982 mit einer vergleichenden Arbeit über verfassungsrechtliche Präzedenzfälle des Europäischen Gerichtshofes und des Obersten Gerichtshofes der Vereinigten Staaten.
Seit 1983 ist Lenaerts Professor für Europarecht an der Katholieke Universiteit Leuven und Direktor des dortigen Instituts für Europarecht. Zudem ist er Mitherausgeber zahlreicher rechtswissenschaftlicher Zeitschriften, wie der Europarecht, der European Law Review, der Cahiers de Droit européen und der European Constitutional Law Review. Nebenbei war er von 1984 bis 1989 als Professor am Europakolleg in Brügge und von 1988 bis 1989 als Gastprofessor an der Harvard University tätig.
Seine Tätigkeit am Europäischen Gerichtshof begann Lenaerts 1984 als Référendaire bei Richter René Joliet. Ab 1986 war er im Auftrag Belgiens Rechtsanwalt am EuGH. Von 1989 bis 2003 war er Richter am Europäischen Gericht erster Instanz. 2003 wurde er zum Richter am EuGH gewählt, dessen Vizepräsident er von 2012 bis 2015 war. Seit dem 8. Oktober 2015 ist er Präsident des EuGH. Seine dritte Amtszeit lief bis zum 6. Oktober 2024, wurde dann aber bis 2027 verlängert. 1989 wurde er zum Mitglied der Academia Europaea gewählt.

## Persönliches
Lenaerts ist verheiratet und Vater von sechs Töchtern. Er ist sprachlich begabt und spricht fließend Flämisch, Französisch, Englisch, Spanisch und Deutsch. Er gilt als „überzeugter Europäer“ und „vehementer Verfechter der Rechtsstaatlichkeit“.

## Publikationen (Auswahl)
- European Union Law, 3. Aufl., London 2011, ISBN 978-1-847-03743-5 (mit Piet van Nuffel).
- The Unity of European Law and the Overload of the ECJ: The System of Preliminary Rulings Revisited, in: The Future of the European Judicial System in a Comparative Perspective, European Constitutional Law Network Series, Nr. 6, 2006, S. 211–239.
- Constitutionalism and the Many Faces of Federalism, in: The Rule of Law and the Separation of Powers, 2005, S. 491–549.
- Towards a Hierarchy of Legal Acts in the European Union? Simplification of Legal Instruments and Procedures, in: European Law Review, 2005, S. 744–765 (mit Marlies Desomer).